# Martinskirche (Stammheim)

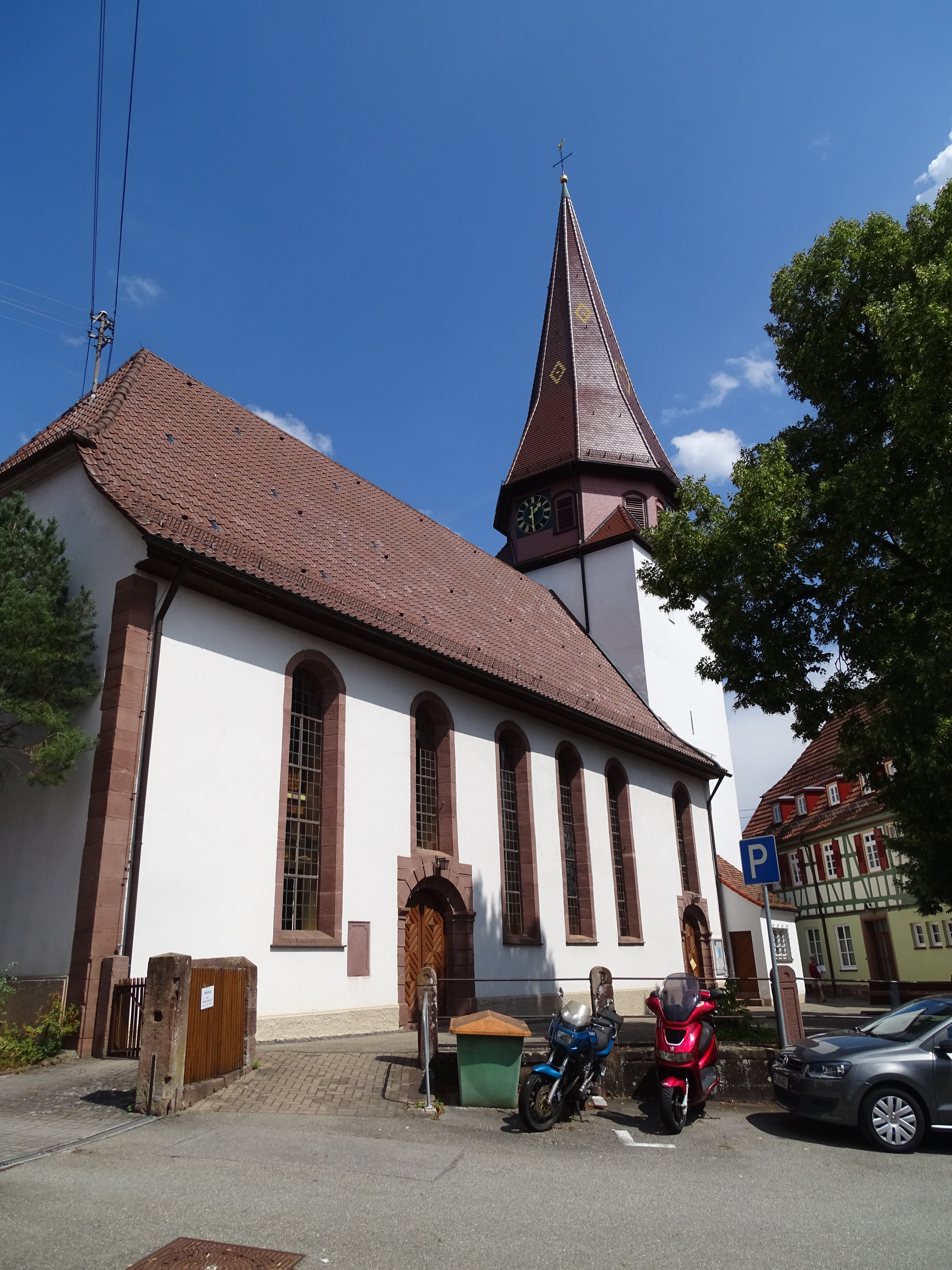
Martinskirche in Stammheim

Die evangelische Martinskirche ist die Pfarrkirche von Stammheim, einem Ortsteil der Kreisstadt Calw im Landkreis Calw in Baden-Württemberg. Das Bauwerk ist beim Landesamt für Denkmalpflege Baden-Württemberg als Baudenkmal eingetragen. Die Kirche gehört zur Evangelischen Landeskirche in Württemberg. Sie ist nach Martin von Tours benannt.

## Beschreibung
Die Saalkirche wurde anstelle eines Vorgängerbaus von 830 errichtet. Sie besteht aus einem 1790 gebauten Langhaus und einem Chorturm mit Bausubstanz aus dem 11. Jahrhundert auf quadratischem Grundriss im Osten, dessen oberstes achteckiges Geschoss die Turmuhr und den Glockenstuhl mit drei Kirchenglocken beherbergt, und der mit einem achtseitigen spitzen Helm bedeckt wurde. Der Innenraum des Erdgeschosses des Chorturms, also der Chor, ist mit einem Kreuzgratgewölbe überspannt. Auf seinen Wandmalereien aus dem 15. Jahrhundert sind das Abendmahl Jesu, eine Ölberggruppe, eine Ecce Homo, die Christi Himmelfahrt und die Krönung Mariens dargestellt.